# Карага Вадим Вікторович
Вадим Вікторович Карага (народився 3 січня 1985 у м. Новополоцьку, СРСР) — білоруський хокеїст, лівий нападник. 
Хокеєм займається з 1991 року. Вихованець СДЮШОР «Хімік». Перші тренери — А.Г. Баженов, В.А. Лебедєв. Виступав за «Полімір» (Новополоцьк), «Капітан» (Ступіно), «Юність» (Мінськ), «Динамо» (Мінськ), «Юніор» (Мінськ), «Лондон Найтс» (ОХЛ), «Віндзор Спітфаєрс» (ОХЛ), ХК «Гомель», «Хімік-СКА» (Новополоцьк).
У складі національної збірної Білорусі провів 9 матчів (1 гол), учасник чемпіонату світу 2003. У складі молодіжної збірної Білорусі учасник чемпіонатів світу 2003, 2004 (дивізіон I) і 2005. У складі юніорської збірної Білорусі учасник чемпіонату світу 2003.